# صلتك
صلتك هي مؤسسة تنموية دولية غير حكومية تأسّست في قطر فی سنة 2008، بمبادرةٍ من صاحبة السمو الشيخة موزا بنت ناصر.. أيضا الرئيس التنفيذي الحالي لهذه المؤسسة هو السيد حسن علي الملا.

## أعمال المؤسسة
تشجّع المؤسسة النشاطات العديدة الرامية إلى توفير فرص عمل واسعة النطاق، وتعزيز ريادة الأعمال، وإتاحة المجال أمام الشباب العربي للوصول إلى رؤوس الأموال والأسواق، وللمشاركة والانخراط في التنمية الاقتصادية والاجتماعية.

## المعاهد والمراكز البحثية
لدى «صلتك» حالياً برامج في 17 دولة عربية وغير عربية، بما في ذلك الجزائر، مصر، العراق، الأردن، لبنان، عُمان، المغرب، فلسطين، قطر، السعودية، الصومال، السودان، سوريا، تونس، اليمن، وجزر القمر وتركيا

## وصلات خارجية
- الموقع الرسمي
- الشيخة موزا بنت ناصر وصلتك: یوتیوب
- صباح الهیدوس وصلتك: یوتیوب